# La grazia (de Torres)
La grazia (La gracia) è un dipinto a olio e tempera su tela del pittore spagnolo Julio Romero de Torres, realizzato tra il 1913 e il 1915. L'opera è conservata al museo Julio Romero de Torres, a Cordova.

## Storia
L'opera venne esposta all'esposizione nazionale di belle arti del 1915. Nel giugno del 2000 La grazia venne acquistata dal municipio di Cordova per 380.000 sterline (100 milioni di pesete) dalla casa di aste Sotheby's.

## Descrizione

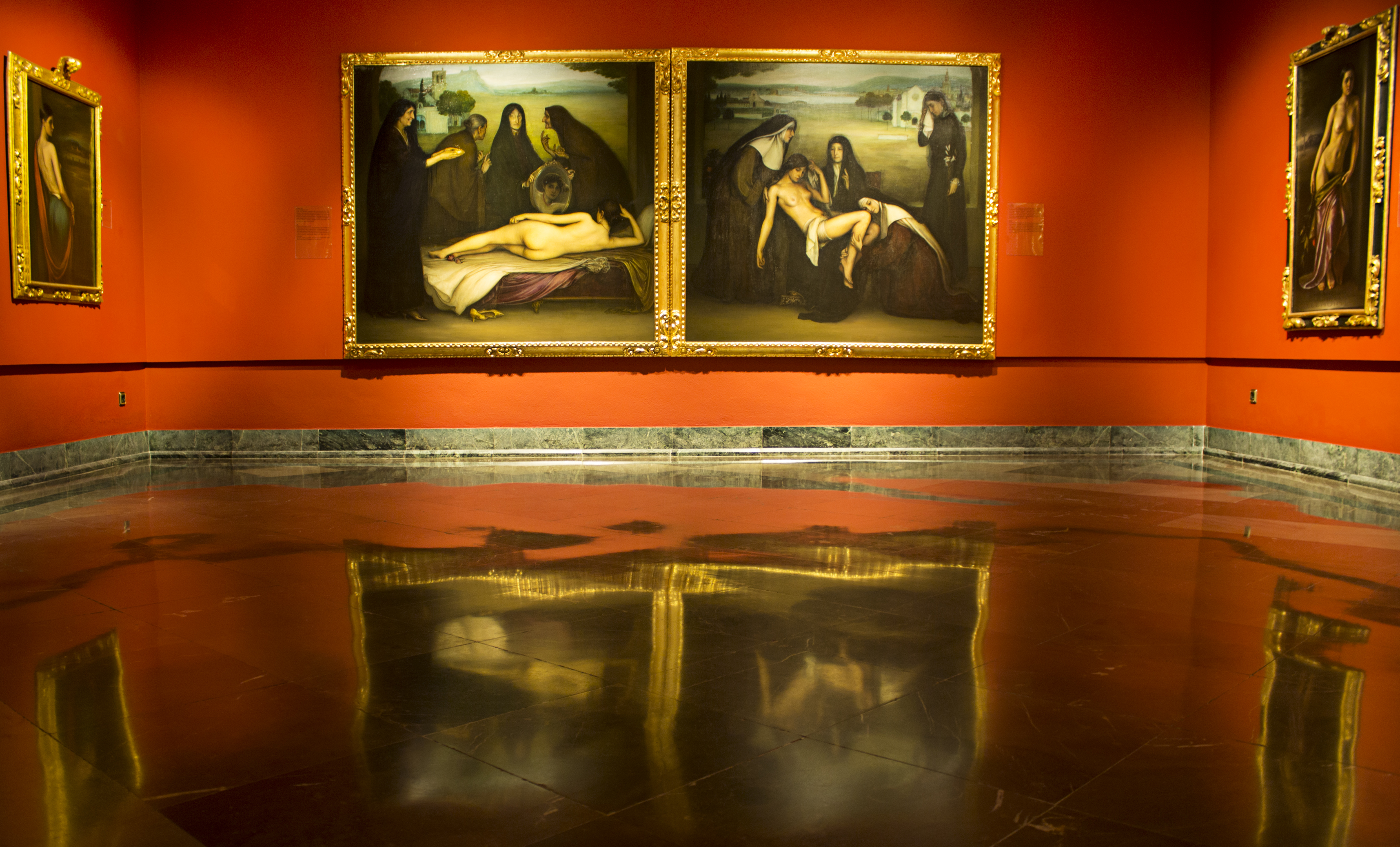
Il dipinto assieme a Il peccato nel museo Julio Romero de Torres.

Una donna seminuda è sorretta da due suore, una in piedi e l'altra inginocchiata. Dietro di loro si trova una vecchia che contempla la scena, alla destra della quale si nota una giovane che si asciuga le lacrime con un fazzoletto tenuto nella mano sinistra e regge un giglio (un simbolo di purezza) nella destra. Entrambe le donne sono vestite a lutto. La scena richiama molto una Pietà, in questo caso profana. È presente un contrasto cromatico tra i colori scuri degli abiti delle monache e delle donne vestite a lutto e il corpo illuminato della donna sorretta.
Sullo sfondo si ammirano in lontananza il fiume Guadalquivir, il ponte romano e la Torre de la Calahorra; più in vicinanza si trovano il cimitero di San Raffaele a sinistra e la chiesa di Santa Marina a destra.
Il dipinto è un pendant dell'opera Il peccato del 1913, che simboleggia il peccato, mentre La grazia simboleggia la virtù. Un dipinto di Julio Romero de Torres del 1912, I due sentieri (Las dos sendas), si rifà a questa dualità tra il peccato e la virtù e assieme agli altri due forma un "trittico" sul tema.